# Приволжский исследовательский медицинский университет
Приволжский исследовательский медицинский университет — государственный вуз Нижнего Новгорода, осуществляющий подготовку квалифицированных медицинских кадров, последипломное образование и повышение квалификации врачей, научную и научно-методическую работу.
ПИМУ объединяет факультеты: лечебный, педиатрический, медико-профилактический, стоматологический, фармацевтический, а также факультеты сетевых образовательных программ, международного медицинского образования, дополнительного профессионального образования и подготовки специалистов высшей квалификации; 7 институтов, 59 кафедр, 3000 сотрудников, в том числе 2 члена-корреспондента РАН, 150 докторов и 360 кандидатов наук. В составе университета действует Дом научной коллаборации им. П. К. Анохина, проводящий научно-просветительскую работу со школьниками 5-11 классов.
В ФГБОУ ВО «ПИМУ» Минздрава России обучается более 5 900 тысяч студентов (2020), из которых около 1 200 — граждане из 60 стран мира.
Ректор Николай Николаевич Карякин (с 2 марта 2018 года) — доктор медицинских наук, врач-нейрохирург.

## Рейтинги
Согласно третьему и четвёртому (2020 и 2021) рейтингу лучших российских ВУЗов издания Forbes, ПИМУ занял 89-е и 54-е место соответственно. По рейтингу 2021 года стал третьим в стране среди медицинских вузов.
27 апреля 2022 года агентство Times Higher Education (THE) опубликовало четвертый выпуск рейтинга влияния THE 2022 University Impact Rankings. ПИМУ набрал 42,7 из 100 баллов в группе из 1406 высших учебных заведений мира (2021 год — 32,5 балла в группе из 1117 вузов).
По данным международного независимого рейтинга вузов SCImago-2022 среди мировых вузов ПИМУ занимает 695-е место из всех 8084 научно-исследовательских организаций мира, а среди российских вузов опережает все нижегородские, занимая 29-е место в общем рейтинге. По уровню социального влияния ПИМУ занимает 248 место в мире.
В 2022 году вуз вошел в Международный рейтинг «Три миссии университета», где занял позицию в диапазоне 801—900 из 1800 университетов мира.
Также в 2022 году занял 86 место в рейтинге RAEX «100 лучших вузов России», а в предметных рейтингах по версии RAEX занял 11-е место в направлении «Медицина».
В 2023 году ПИМУ вошёл в топ 10 % лучших университетов мира и стал вторым среди медвузов России по результатам глобального агрегированного рейтинга best.edu, поднявшись при этом с 16 на 5 строчку по сравнению с прошлым годом среди российских вузов в этом сегменте.
Глобальный агрегированный рейтинг best.edu учитывает позиции вузов по 12 международным рейтингам и 2 российским. Среди медицинских вузов ПИМУ оказался на втором месте после Сеченовского университета.

## История
21 марта 1920 года состоялось открытие медицинского факультета Нижегородского государственного университета. В мае 1930 года, в связи с происходившей в стране реформой высшего медицинского образования, на базе медфака НГУ был создан самостоятельный медицинский институт. Первый декан медицинского факультета НГУ (1920—1924), доктор медицины профессор, ученик прославленного С. П. Боткина — Пётр Георгиевич Аврамов. Петр Георгиевич организовал учебный процесс медицинского факультета, при его участии созданы почти все ныне существующие кафедры лечебного факультета университета, создал пропедевтическую терапевтическую клинику. При нём в 1923 году состоялся первый выпуск врачей в количестве 37 человек.
- 1930 — факультет был преобразован в Нижегородский медицинский институт.
- 1932 — Нижегородский медицинский институт был переименован в Горьковский медицинский институт.
- 25 декабря 1940 — в ознаменование 20-летия со дня основания Горьковскому мединституту Указом Президиума Верховного Совета РСФСР присвоено имя С. М. Кирова.
- 1941 — профессор Н. П. Синицын в первые в мире сделал экспериментальную пересадку сердца хладнокровным животным.
- 1965 — при Горьковском медицинском институте открывается Военно-медицинский факультет[12]. После преобразования Горьковского медицинского института в Нижегородскую государственную медицинскую академию в 1994 году, факультет получил статус самостоятельного вуза — Военно-медицинский институт ФПС России (после упразднения ФПС России в 2003 году — Военно-медицинский институт ФСБ России) при Нижегородской государственной медицинской академии[13], впоследствии в 2007 году вошедший в состав Нижегородского института ФСБ России[14].
- 1988 — открыт стоматологический факультет.
- 1991 — открыт факультет обучения иностранных студентов, на котором обучались студенты из 23 стран мира.
- 1992 — начато сотрудничество с медицинским факультетом Эссенского университета (Германия).
- 15 июня 1994 — институт получил статус Нижегородской государственной медицинской академии.
- 1999 — открыта стоматологическая поликлиника НГМА, создан центр английского языка, задачей которого является лингвистическая подготовка преподавателей для работы с иностранными студентами.
- 2000 — организован фармацевтический факультет.
- 2007 — открыт научно-исследовательский институт профилактической медицины (НИИ ПМ).
- 2013 — создан НИИ биомедицинских технологий.
- 2015 — введён в эксплуатацию спортивно-оздоровительный комплекс «Ритм».
- 2017 — к медицинской академии был присоединен Приволжский федеральный медицинский исследовательский центр Минздрава России, включавший два института (Институт травматологии и ортопедии и Институт педиатрии)
- 2018 — приказом министра здравоохранения России Вероники Скворцовой от 8 февраля 2018 года № 59 НижГМА переименована в Приволжский исследовательский медицинский университет (ПИМУ) Минздрава России. Впервые вуз обрел собственную клиническую базу на 470 коек.
- 2020 — на базе ПИМУ открывается «Дом научной коллаборации имени П. К. Анохина», являющийся образовательным центром для школьников 5-11 классов, учителей химии и биологии.

В разные годы вузом руководили П. Г. Аврамов, И. А. Левин, Я. С. Моносзон, С. А. Чесноков, И. Г. Кочергин, К. Г. Никулин, П. В. Кравченко, Н. Н. Блохин, Н. Н. Мизинов, И. Ф. Матюшин, В. В. Шкарин, Б. Е. Шахов.

## Кафедры
- Акушерства и гинекологии
- Акушерства и гинекологии ФДПО
- Анестезиологии, реаниматологии и трансфузиологии
- Биологии
- Биохимии им. Г. Я. Городисской
- Болезней уха, горла и носа
- Гигиены
- Гистологии с цитологией и эмбриологией
- Глазных болезней
- Госпитальной педиатрии
- Госпитальной терапии и общей врачебной практики им. В. Г. Вогралика
- Госпитальной хирургии им. Б. А. Королёва
- Детской хирургии
- Иностранных языков
- Инфекционных болезней
- Информационных технологий
- Клинической лабораторной диагностики ФДПО
- Клинической судебной медицины
- Кожных и венерических болезней
- Лучевой диагностики ФДПО
- Медицинской биофизики
- Медицинской реабилитации
- Медицины катастроф
- Неврологии, психиатрии и наркологии ФДПО
- Нервных болезней
- Нормальной анатомии
- Нормальной физиологии им. Н. Ю. Беленкова
- Общей и клинической психологии
- Общей и клинической фармакологии
- Общей химии
- Общей, оперативной хирургии и топографической анатомии им. А. И. Кожевникова
- Общественного здоровья и здравоохранения
- Онкологии, лучевой терапии и лучевой диагностики им. профессора Н. Е. Яхонтова
- Ортопедической стоматологии и ортодонтии
- Патологической анатомии
- Патологической физиологии
- Педиатрии им. Ф. Д. Агафонова
- Пропедевтики внутренних болезней и гериатрии им. К. Г. Никулина
- Пропедевтической стоматологии
- Психиатрии
- Рентгеноэндоваскулярной диагностики и лечения ФДПО
- Скорой медицинской помощи ФДПО
- Социально-гуманитарных наук
- Стоматологии детского возраста
- Стоматологии ФДПО
- Терапии и кардиологии
- Терапевтической стоматологии
- Травматологии, ортопедии и нейрохирургии им. М. В. Колокольцева
- Управления и экономики фармации и фармацевтической технологии
- Урологии им. Е. В. Шахова
- Факультетской и поликлинической педиатрии
- Факультетской и поликлинической терапии
- Факультетской хирургии и трансплантологии
- Фармацевтической химии и фармакогнозии
- Физической культуры и спорта
- Фтизиатрии им. И. С. Николаева
- Хирургической стоматологии и челюстно-лицевой хирургии
- Экономики, менеджмента и медицинского права
- Эндокринологии и внутренних болезней
- Эпидемиологии, микробиологии и доказательной медицины

## Выдающиеся выпускники
- Краковский Николай Иванович
- Раков Александр Иванович
- Блохин Николай Николаевич
- Королёв Борис Алексеевич
- Блохина Ирина Николаевна
- Петерсон Борис Евгеньевич
- Трапезников Николай Николаевич
- Трапезникова Маргарита Федоровна
- Ефимов Андрей Семёнович
- Серов Владимир Николаевич
- Журавлёв Валентин Андреевич
- Шкарин Вячеслав Васильевич
- Черноусов Александр Федорович
- Хубутия Могели Шалвович
- Белкин Арон Исаакович
- Беленков Юрий Никитич
- Шахов Борис Евгеньевич
- Николай Архипович Хлопов